# Туманов, Александр Васильевич
Александр Васильевич Туманов (род. 7 апреля 1938 г., село Старые Бурасы, Базарно-Карабулакский район, Саратовская область) — российский военачальник, генерал-полковник (8 мая 1993). Заслуженный строитель Российской Федерации. Почётный член Российской академии архитектуры и строительных наук.

## Биография
Родился в крестьянской семье. Отец участвовал в Великой Отечественной войне, попал в плен и погиб в лагере военнопленных в 1942 году. Окончил школу-семилетку в родном селе в 1954 году. Неудачно поступал в Саратовский геолого-разведочный техникум, после чего переехал в Ижевск.
С 1955 года — ученик арматурщика в строительном тресте № 51 «Ижстрой». Был комсомольским активистом и председателем добровольной дружины. За отличную работы премирован путевкой на Всемирный фестиваль молодёжи и студентов в Москве 1956 года.
В ноябре 1957 году был призван на срочную военную службу. Служил на Тихоокеанском флоте: курсант учебного минно-артиллерийского отряда на острове Русский, на крейсере «Адмирал Сенявин». В мае 1959 года старшина 2-й статьи Туманов был досрочно уволен в запас (получил тяжелую травму).
С 1959 года трудился на рабочих и руководящих должностях в строительных организациях города Ижевска: бригадир отделочников, секретарь комсомольского бюро управления отделочных работ. С 1960 — инструктор Ижевского горкома комсомола и начальник штаба комсомольской стройки «Ижтяжбуммаш». С сентября 1961 года — секретарь комитета ВЛКСМ треста «Ижпромстрой». С октября 1962 года — инженер по технике безопасности в строительном управлении № 11 «Ижпромстроя». С июля 1964 — председатель профсоюзного комитета треста, с февраля 1967 — заместитель секретаря парткома треста. В эти годы окончил вечернюю среднюю школу в 1961, Ижевский строительный техникум в 1964 (заочно), с 1968 году окончил заочно Казанский инженерно-строительный институт.
Когда этот трест был переподчинен Главспецстрою, то приказом Министра обороны СССР от 21 ноября 1967 года А. В. Туманов был зачислен на действительную военную службу с присвоением воинского звания «техник-лейтенант». Служил в военно-строительных частях Главспецстроя в Ижевске при Министерстве монтажных и специальных строительных работ СССР: с января 1968 — старший производитель работ, с марта 1971 — заместитель главного инженера ВСУ-11, с декабря 1971 — секретарь партийного комитета треста. Участвовал в строительстве Ижевского автозавода, Ижевского металлургического завода, большого количества других военных, промышленных и гражданских объектов. В эти годы окончил Высшую партийную зональную школу в Свердловске.
С 1980 года — заместитель начальника отдела кадров Главспецстроя, с марта 1983 — начальник управления кадров Главспецстроя, с апреля 1987 года — заместитель начальника Главспецстроя, с января 1991 года — первый заместитель начальника Главспецстроя. После реорганизации Гавспецстроя в декабре 1991 года был назначен первым заместителем председателя Государственного управления специального строительства РСФСР.
С июня 1992 — начальник Главного управления специального строительства Российской Федерации (до этого около 6 месяцев исполнял обязанности начальника Главного управления в связи с тяжёлой болезнью руководителя Главспецстроя В. В. Мартынова). После реорганизации, с ноября 1992 года — начальник Федерального управления специального строительства при Правительстве Российской Федерации. После очередной реорганизации, с 1997 года — директор Федеральной службы специального строительства Российской Федерации. В феврале 1998 года уволен в запас.
После увольнения — вице-президент строительной фирмы в Москве, затем начальник Управления капитального строительства и инвестиций Главмосстроя. С февраля 2004 года работает первым заместителем генерального директора в Московской областной инвестиционно-строительной компании.
Женат, имеет сына и дочь.

## Награды
- орден «Знак Почёта» (1974)
- ордена «За службу Родине в Вооружённых Силах СССР» II и III (1982) степеней
- медали СССР и России
- Почётное звание «Заслуженный строитель Российской Федерации» (1994)
- Почётный строитель России
- Почётный член РААСН.